# Thelypteris asplenioides
Thelypteris asplenioides là một loài thực vật có mạch trong họ Thelypteridaceae. Loài này được (Sw.) Proctor miêu tả khoa học đầu tiên năm 1953.